# Köksu (góry)
Köksu (kaz.: Көксу жотасы, Köksu żotasy) – góry w zachodnim Ałtaju, na granicy Kazachstanu i Republiki Ałtaju w Rosji. Rozciągają się na długości ok. 70 km, średnia wysokość wynosi ok. 2000–2100 m n.p.m. (najwyższy szczyt osiąga wysokość 2598 m n.p.m.). Zbudowane z łupków krystalicznych i metamorficznych, gnejsów oraz skał tufogenicznych. Stoki północne poniżej wysokości 1700 m n.p.m. porośnięte lasem jodłowo-świerkowo-cedrowym, natomiast na stoki południowe łąkami. Na wysokości 1700–1800 m n.p.m. rosną lasy cedrowo-modrzewiowe, wyżej znajdują się łąki subalpejskie i alpejskie. Powyżej 2200 m n.p.m. przeważają porosty.